# Huni (faraon)
Huni (izvirno črkovanje imena ni znano) je bil faraon iz Tretje dinastije Starega egipčanskega kraljestva. Po Torinskem seznamu kraljev je vladal 24 let do okoli leta 2600 pr. n. št. 
Hunijev položaj zadnjega faraona Tretje dinastije je dokaj trden, čeprav je vrstni red vladarjev na koncu Tretje dinastije še vedno nezanesljiv. Prav tako ni jasno, pod katerim heleniziranim imenom ga je staroveški zgodovinar Maneto v Egiptiaki uvrstil na svoj seznam faraonov. Huni je najverjetneje istoveten z njegovim Ahesom. Številni egiptologi so prepričani, da je bil oče in neposredni predhodnik faraona Sneferuja, drugi pa temu oporekajo. Znanstveniki vidijo Hunija kot zapleteno osebnost, ker se je dolgo ohranil v egipčanskem izročilu, čeprav se je ohranilo zelo malo njegovih dokumentov, predmetov ali spomenikov.

## Dokazi
Huni ni dobro dokazan faraon, ker je večina dokazov o njem posrednih. Obstajata samo dva izvirna predmeta z njegovim imenom.
Prvi je stožčasta stela iz rdečega granita, odkrita leta 1909 na otoku Elefantina. Stela je visoka 160 cm, široka 50 cm in debela 69 cm. Po obliki je tipična benbenska stela, kakršne so v mastabah zgodnjih dinastičnih faraonov. Na njeni prednji strani je niša z vklesanimi napisi, ki omenjajo kraljevo palačo Hunijevega načelka in Hunijevo ime v kraljevski kartuši. Na spodnjem delu okvira niše je slabo čitljiv napis, ki bi lahko bil enak tistemu v niši. Kje je bila stela prvotno postavljena, še vedno ni jasno. Ker so jo odkrili v neposredni bližini stopničaste piramide, nekateri egiptologi domnevajo, da je stala ob piramidi ali celo na eni od stopnic. Zdaj je razstavljena v Kairskem muzeju (JE 41556).
Drug dokaz je polirana posoda iz magnezita, odkrita v mastabi AS-54 južnem Abusirju leta 2007. Posoda je pripadala visokemu uradniku z neznanim imenom. Napis na posodi vsebuje Hunijevo ime brez kartuše, vendar z naslovom nesut-biti. Njegovo ime se bere Njswt-Hw ali Hw-en-Niswt.
Huni je omenjen tudi v mastabi L 6 v Sakari, ki je pripadala uradniku Metjenu in je datirana v konec Tretje dinastije. Na enem od napisov je Hunijevo ime napisano kot Hw.t-njswt.-hw  (Hunijev »Hut-nisut-hu«).
Na hrbtni strani Kamna iz Palerma je Huni omenjen v delu, ki se nanaša na Neferirkare Kakaija iz Pete dinastije, ki je domnevno zgradil Hunijev kultni tempelj. Templja še niso odkrili.
Na Prissejevem papirusu  je Huni omenjen v Kagemnijevih navodilih. Papirus je bil napisan verjetno v času Trinajste dinastije (18. stoletje pr. n. št.). Na njem so v 7. vrstici II. kolone pomembni podatki o Hunijevem nasledstvu:
Ampak potem je veličanstvo kralj Huni umrl in veličanstvo kralj  Sneferu je postal dobronamerni kralj v celotni deželi. Kagemni je bil postavljen za novega župana kraljevske prestolnice in kraljev veliki vezir.
Večina znanstvenikov meni, da zapis potrjuje trditev, da je bil Huni zadnji vladar Tretje dinastije in neposredni predhodnik Sneferuja, prvega vladarja Četrte dinastije.

## Ime in identiteta

### Kartušno ime
Hunijevo identiteto je težko ugotoviti, ker se njegovo ime, predvsem v kartušah, piše na več načinov. Najstarejša kartuša z njegovim imenom je verjetno tista na granitni steli iz Elefantine, ki je verjetno iz njegovega obdobja. Njegove kartuše so tudi na fragmentu  1 Kamna iz Palerma, napisanem v obdobju Pete dinastije, Prissejevem papirusu iz Trinajste dinastije in na Torinskem in Sakarskem seznamu kraljev iz Devetnajste dinastije. Na Abidoškem seznamu kraljev, ki je tudi iz Devetnajste dinastije, je Hunijevo ime iz neznanega razloga izpuščeno in zamenjano z egiptologom neznanim Neferkarejem I.
Branje in prevod njegovega kartušnega imena sta sporna. Na splošno veljata dve snovni različici njegovega kartušnega imena: stara, ki je bližja (izgubljenemu) izvirnemu imenu, in mlajša, ki temelji na ramzeških prevodih in njihovih napačnih razlagah. 
Starejša različica ima v imenu hieroglife stenj sveče (Gardinerjev znak V28), poganjek ločja (M23), hlecec kruha (X1) in vodna črta (N35). Takšna oblika zapisa je na primer na Kamnu iz Palerma, Metjenovem grobnem napisu, kamniti posodi iz Abusirja in granitni steli iz Elefantine. Na kamniti posodi iz Abusirja je ime zapisano brez kartuše vendar s prestolnim imenom (nesut-biti). Na vseh drugih napisih iz Starega kraljestva so imena faraonon napisana v ovalnih kartušah.
Ramzeška različica imena vsebuje hieroglife stenj sveče (V28), mož, ki udriha (A25), vodna črta (N35) in roka s kijem (D40). Na kartuši št. 15 na Sakarskem seznamu kraljev sta med vodno črto in roko s kijem  dve pokončni črti. Na Prissejevem papirusu sta stenj sveče in roka s kijem izpučena.  Egiptolog Ludwig Borchardt je že na začetku  20. stoletja trdil, da se stara in ramzeška različica kartuše nanašata na istega vladarja in svojo trditev tudi utemeljil. Njegovo mnenje še vedno velja.
Po Borchardtovi teoriji se Hunijevo kartušno ime bere  Niswt Hw (kralj Hu), Hans Gödicke pa ga bere kot Ny Swteh (On, ki pripada tistim, ki udrihajo) in je prepričan, da je ime teoforno, se pravi da vsebuje ime boga. Zgradbo Hunijevega imena primerja z zgradbo Ninečerjevega (On, ki pripada poboženju Hora) in Niuserrejevega imena (On, ki pripada tistim z močjo Raja). Rainer Stadelmann in Wolfgang Helck močno spodbijata Gödickejevo branje in poudarjata, da niti en egipčanski dokument ne omenja božanstva, osebe, kraja ali izraza Swteh, zato ni nobenega slovničnega vira, ki bi se lahko uporabil za kraljevsko ime Ny Swteh. Helck namesto tega predlaga branje Hwj-nj-niswt in ga prevaja kot govor pripada kralju.

### Horovo ime
Hunijevo Horovo ime ni znano, obstaja pa nekaj teorij, ki povezujejo njegovo prestolno ime z izvirnimi Horovimi imeni. 
V poznih 1960. letih je Muzej Louvre kupil stelo, na kateri je upodobljen faraon s Horovim imenom Hor-Kahedžet (Horova krona je dvignjena). Po slogu sodeč bi stela lahko spadala v Tretjo dinastijo, vladar pa bi lahko bil Huni. Datiranje in pristnost stele sta bila večkrat predmet razprav. Zdaj prevladuje mnenje, da je stela ali ponarejena ali pripada faraonu Tutmozu III. (Osemnajsta dinastija) in posnema umetniški slog Tretje dinastije.
Peter Kaplony promovira skrivnostno ime, ki ga je odkril v pogrebnem jašku nedokončane piramide v Zawyet El Aryanu. Piramida je povezana z mogočim faraonom Bikherisom. Za ime, ki se bere Neb-hedjetnwb (Gospodar zlate krone), Kaplony domneva, da je Hunijevo Horovo ime. Egiptologi, med njimi Aidon Dodson, njegovi teoriji nasprotujejo in trdijo, da je ime Neb-hedjetnwb z zlatim hieroglifom bolj verjetno zlato Horovo ime faraona Bikherisa (Baka).
Drugi egiptologi, kot sta Toby Wilkinson in Rainer Stadelmann, istovetita Hunija z dobro potrjenim faraonom Hor-Kabo (Horova duša se pojavi). Njihova identifikacija temelji na okoliščini, da se Horovi imeni obeh vladarjev na kamnitih posodah pojavljata brez kakršnih koli uvodnih opomb. Takšna oblika zapisa, ki se je začela s smrtjo faraona Kasekemvija (konec Druge dinastije) in končala pod faraonom Sneferujem (začetek Četrte dinastije), je bila zelo značilna za Tretjo dinastijo. Stadelmann razen tega omenja tudi Plastno piramido v Zawyet El Aryanu. Piramido je morda zgradil Kaba, ker so v bližnji mastabi odkrili več kamnitih psosod z njegovim Horovim imenom. Ker Torinski seznam kraljev Huniju pripisuje 24 let dolgo vladanje, Stadelmann trdi, da se to obdobje popolnoma ujema z zaključkom gradnje Plastne piramide. Stadelmann poudarja tudi to, da so po celem Egiptu odkrili veliko njegovih glinastih pečatov in kamnitih posod. Po njegovem mnenju arheološki kontekst govori o dolgi vladavini, zato Kabo enači s Hunijem.

## Družina
Rodoslovni položaj Hunija v družinskem drevesu vladarjev Tretje dinastije je zelo sporen. Primarni in kasnejši dokumenti pogosto omenjajo Sneferuja kot neposrednega Hunijevega naslednika. Egiptologi in zgodovinarji zato sklepajo, da sta bila vladarja morda v sorodu. Ključna oseba v tem sklepanju je kraljica in Sneferujeva mati Meresank I., ki je bila nedvomno kraljica, vendar noben primarni vir ne omenja, da je bila Hunijeva hčerka ali žena. To dejstvo je povzročilo dvome v družinske povezave med Hunijem in Sneferujem. Večina sodobnih znanstvenikov raje verjame zgodovinarju Manetu, ki v svoji Egiptiaki trdi, da se je s Sneferujevim kronanjem začela nova dinastija.
Hunijeva žena bi lahko bila kraljica Džefatnebti, katere ime se pojavlja na pivskih vrčih z Elefantine. Nemški egiptolog Günter Dreyer trdi, da je njena smrt omenjena skupaj z več drugimi dogodki iz Hunijeve vladavine, čeprav ni ob njenem imenu nobenega vladarjevega imena. Dreyer je prepričan, da se zapis nanaša na 22. leto Hunijevega vladanja. Torinski seznam kraljev mu pripisuje 24 let vladanja, vendar tako dolgo vladanje ni arheološko dokazano za nobenega vladarja iz Tretje dinastije. Dreyerjeva razlaga ni splošno sprejeta.
Do zdaj ni bil odkrit ali dokazan noben Hunijev otrok ali sorodnik. Nekateri znanstveniki domnevajo, da je bila Hetepheres I., Sneferujeva priležnica in Mati faraona Kufuja, Hunijeva hčerka. Domnevo morda potrjuje njen naziv Sat-netjer (hčerka boga). Če je to res, se je z njeno poroko s Sneferujem Hunijeva krvna linija nadaljevala v Četrti dinastiji. Drugi se s tem mnenjem ne strinjajo, ker zanjo ni nedvoumno dokazano, s kom je bila poročena.

## Vladanje
O Hunijevem vladanju, verskih in vojaških dejavnostih ni skoraj nobenega podatka. Edini primarni viri, ki omogočajo nekaj vpogleda v dogajanje med njegovo vladavino, so grobni napisi visokih uradnikov, kot so Metjen, Kabausokar, Aahti in Pehernefer. Napisi so s konca Tretje in začetka Četrte dinastije in kažejo, da je bila HUnijeva vladavina začetek viška Starega kraljestva. Zapisi so dali prvi jasni vpogled v strukturo državne oblasti in velika pooblastila nomarhov in vezirjev. Napis v Metjenovi grobnici prvi v zgodovini omenja tudi nazive visokih državnih uradnikov in svečenikov, ki so se z dedovanjem prenašali z očeta na sina.
Zdi se, da se je Huni lotil nekaj gradbenih projektov. Na Torinskem seznamu kraljev so podatki o njegovih gradnjah zelo skopi, papirus, ki bi o tem lahko povedal kaj več, pa je ravno na tem mestu poškodovan. Egiptologa Günter Dreyer in Werner Kaiser predlagata, da se poškodovano mesto bere »tisti, ki je zgradil Sekhem ...«. Prepričana sta, da je bila omenjena gradnja samo del obširnih gradenj po celem Egiptu, vključno z več majhnimi kultnimi piramidami.
Drugi namig o možnih gradbenih projektih in ustanovitvah mest se morda skriva v imenu zgodovinskega mesta Ehnas (Heracleopolis Magna). Wolfgang Helck poudarja, da se je v Starem kraljestvu mesto imenovalo Nenj-niswt in da se je njegovo ime pisalo s popolnoma enakimi hieroglifi kot Hunijevo kartušno ime. Helk zato trdi, da je tudi Ehnas ustanovil Huni. Napis v Metjenovi grobnici omenja tudi pogrebno svetišče v nomu Letopolis, ki ga arheologi še niso odkrili.
Domneva se, da je bil Huni še dolgo po smrti cenjena kultna oseba. Kamen iz Palerma, napisan več kot stoletje po njegovi smrti, omenja donacije Hunijevemu pogrebnemu templju. Njegovo ime je omenjeno tudi na Prissejevemu papirusu, kar dokazuje, da so se ga spominjali še v Dvanajsti dinastiji (1991-1802 pr. n. št.).

## Spomeniki, ki so morda povezani s Hunijem

### Meidumska piramida
Na začetku 20. stoletja se je Meidumska piramida  pogosto pripisovala Huniju. Dolgo je veljala tudi teorija, da je on prvi zgradil manjšo stopničasto piramido, podobno Džoserjevi, Sekemketovi in Kabovi. Ko je na prestol prišel Sneferu, naj bi njegovo piramido samo obložil s poliranimi apnenčastimi ploščami in jo pretvoril v »pravo piramido«. Nenavaden videz piramide so pripisovali mogoči katastrofi med njeno gradnjo. Sodobni egiptologi in arheologi so prepričani, da Sneferu ni vladal dovolj dolgo, da bi zase zgradil tri piramide.
Podrobne raziskave okolice piramide so odkrile več grobnih napisov in grafitov romarjev, ki so občudovali »lepoto bele piramide vladarja Sneferuja«. Romarji so poveličevali tudi Sneferuja samega in »njegovo veliko ženo Merensank I.«. Okoli piramide je tudi več mastab iz Sneferujevega obdobja in nobenega Hunijevega imena, kar kaže, da Meidumska piramida ni Hunijeva ampak Sneferujeva. Grafiti iz ramzeškega obdobja kažejo, da je apnenčasta obloga piramide obstajala še v času Devetnajste dinastije, potem pa je začela postopoma razpadati. Ostanke obloge in prvi notranji sloj blokov so izropali v rimskem obdobju. Ropanje se je nadaljevalo v krščanskem in nato islamskem obdobju zgodovine Egipta, slasti po arabski zasedbi v 12. stoletju. Arabski zgodovinarji so piramido opisovali kor »goro s petimi stopnicami«. Zgradbo je kasneje poškodovalo tudi več lokalnih potresov.
Tretji argument proti teoriji, da je Sneferu dokončal Hunijevo gradnjo, so nedavne raziskave dolžine Sneferujevega vladanja. Sneferu je po podatkih v Torinskem seznamu kraljev vladal 24 let. V Starem kraljestvu so se vladarska leta štela dvoletno, ko so pobiralci davkov opravili štetje živine. To bi torej pomenilo, da je Sneferu vladal 48 let, zapisovalec Torinskega seznama pa tega očitno ni vedel. Zdaj se ocenjuje, da bi Sneferu v tem času lahko zgradil tri piramide. Egiptologi, med njimi Rainer Stadelmann, poudarjajo tudi to, da si noben faraon ni niti prilastil niti dogradil piramide svojega predhovnika.

### Plastna piramida
Rainer Stadelmann trdi, da je Plastno piramido v Zawyet El Aryanu morda zgradil Huni. Gradnjo piramide so tik pred dokončanjem iz neznanega vzroka prekinili. Neznano je tudi to, ali so se podzemni pogrebni prostori sploh kdaj uporabili. Nekropola Plastne piramide še ni v celoti raziskana. V bližnji mastabi Z500, ki je spadala k piramidnemu kompleksu, so odkrili več kamnitih posod s Horovim imenom faraona Kabe, zato je piramida znana tudi kot Kabova piramida. Rainer Stadelmann je predlagal tudi to, da se Kaba poistoveti s Hunijem. Stadelmann trdi, da je gradnja piramide trajala dolgo časa. Ker je Huni po Torinskem seznamu kraljev vladal 24 let, je imel zagotovo dovolj časa, da je gradnjo dokončal. Imeni Huni in Kaba bi torej lahko pomenili istega vladarja.

### Lepsiusova Piramida I.
Skrivnostno piramido, zgrajeno iz blatnih zidakov, ki bi morala biti enako velika kot Kefrenova, je v Abu Rawashu odkril in dokumentiral pruski egiptolog Karl Richard Lepsius (1810 –1884). Ob odkritju je bila piramida 17 m visok kup kršja. Lepsius je v njem odkril prehod, ki je vodil navzdol do skoraj kvadratne sobe z grobo izklesanim sarkofagom. Piramido je datiral v pozno Tretjo dinastijo in jo povezal s faraonom Hunijem.
Datiranje piramide v Tretjo dinastijo ni več veljavno. Leta 1889 je piramido bolj natančno preučil egiptolog Nabil Swelim in odkril, da je zgrajena iz majhnih zidakov iz blata, četrtina njenega jedra pa je izklesana iz žive skale. V jedru je več v skalo vklesanih grobnic iz Pete in Šeste dinastije. Swelim in drugi egiptologi so poudarili, da bi bilo presenetljivo, da bi kraljevsko piramido popolnoma uničili manj kot 300 let po njegovi izgradnji samo zato, da bi ponovno uporabili v skalo vklesane grobnice. Poudarili so tudi njen nenavaden geografski položaj: v Starem kraljestvu so se piramide običajno gradile na kakšnem višjem prostoru, Lepsiusova piramida I. pa je zgrajena na ravnici.

### Kultne stopničaste piramide
Ob Nilu je več majhnih stopničastih piramid, ki se pripisujejo Huniju. Piramide so imele kultno vlogo in označevale pomembne faraonove posesti. V njih ni nobenih prostorov, ki bi služili kot grobnice. Ena od njih je vzhodno od otoka Elefantina. V njeni bližini so leta 1909 odkrili granitni stožec s Hunijevim imenom, ki še ne pomeni zanesljive povezave Hunija s to piramido.
Edina stopničasta kultna piramida, ki je zanesljivo povezana s kakšnim vladarjem Starega kraljestva, je piramida Seila v Fajumski oazi. Pred njo so odkrili dve veliki steli s Sneferujevim imenom, ki kažeta, da je piramido zgradil prav on.  Ker je bil Sneferu Hunijev neposredni naslednik, bi to lahko pomenilo, da je bila piramida zgrajena na prehodu iz Tretje v Četrto egipčansko dinastijo.

## Grob
Mesto Hunijevega pokopa ni znano. Ker je Meidumska piramida izključena, so egiptologi in arheologi predlagali več alternativnih pokopališč. Rainer Stadelmann in Miroslav Verner, na primer, sta predlagala Plastno piramido pri Zawyet El Aryanu, ker Hunija enačita s Kabo. Slednji je dobro povezan s to piramido, ker so na bližnjih nekropolah odkrili več kamenih skled z njegovim Horovim imenom.
Stadelmann kot mesto njegovega pokopa predlaga veliko mastabo M17 v Meidumu. Mastaba je prvotno merila 200 x 100 x 15-20 m. Njen nadzemni del je bil zgrajen iz nežganih zidakov in zapolnjen s kršjem druge faze gradnje bližnje Meidumske piramide. V podzemni del mastabe z več velikimi kapelami in nišami vodi 3,7 m globok jašek. Pogrebna soba je bila že v antiki izropana. Uničene ali ukradene so bile celo dekoracije. V pogrebni sobi je bil grobo obdelan sarkofag z ostanki oskrunjene mumije. Stadelmann in Peter Janosi domnevata, da je bila mastaba grobnica kronskega princa in naslednika faraona Sneferuja ali grobnica faraona Hunija.
Miroslav Bárta domneva, da je bil Huni zelo verjetno pokopan v mastabi AS-54 v južnem Abusirju. Domnevo podpira z najdbami posod iz poliranega magnezita s Hunijevim  prestolnim imenom (nesut-biti). Mastaba je bila nekoč dokaj velika. Imela je več kapel in stranskih niš. V njej so odkrili veliko poliranih krožnikov, vaz in žar, ki so, na žalost, neokrašene, brez napisov s črnilom in brez gravur. Njihov lastnik je zato neznan. Hunijevo ime je samo na eni posodi, na drugih pa bili lahko bili samo majhni sledovi. Bárta zato mastabo pripisuje zelo visokemu državnemu uradniku, na primer princu iz Hunijevega obdobja, ali Huniju samemu.